# Agrilus rugosicollis
Agrilus rugosicollis é uma espécie de inseto do género Agrilus, família Buprestidae, ordem Coleoptera.
Foi descrita cientificamente por Blanchard, 1846.